# Structuuranalyse en vibratiespectroscopie
Chemische structuuranalyse onderzoekt de ruimtelijke ligging van de verschillende bindingen in moleculen. De atomen in een molecule zijn echter niet gebonden aan vaste posities. Zo zullen de atomen onder andere heen en weer bewegen ten opzichte van hun evenwichtsposities. Deze vibraties kunnen min of meer als onafhankelijk beschouwd worden: de energieën die ermee overeenkomen om de atomen te laten bewegen zijn gekwantiseerd waardoor één vibratie slechts een beperkt aantal energiewaarden kan hebben.
Doordat deze energieën discreet zijn en bovendien afhankelijk van de ruimtelijke ligging van de atomen, geven de vibraties structurele informatie. Vibratiespectroscopie bemonstert deze vibraties: door de interactie met elektromagnetische straling bepaalt men de energieverschillen tussen de verschillende vibratie-energieniveaus. Er bestaan verschillende vibrationeel spectroscopische methoden: Ramanspectroscopie en infraroodspectroscopie worden het meest courant gebruikt, alhoewel ook vibrationeel circulair dichroisme en elektronen energieverlies spectroscopie worden gebruikt. Vermits deze technieken allen hun moleculaire informatie halen uit de vibraties en hun karakteristieke frequenties, geven ze elk vergelijkbare, maar complementaire informatie.

## Vibratiespectroscopie: afhankelijkheid van de fase

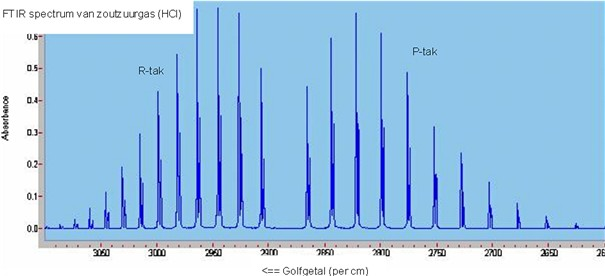
Hoge resolutie Infraroodspectrum van zoutzuur in de gastoestand

De spectra van eenvoudige moleculen in de gasfase vertonen een grote mate van detail dat te maken heeft met de rotatie van de moleculen. Een goed voorbeeld is het infraroodspectrum van zoutzuur. In gecondenseerde vorm (vloeistof of vaste stof) botsen de moleculen en zijn de signalen hierdoor aanzienlijk breder. Hierdoor gaat de rotationele fijnstructuur verloren en blijven enkel signalen over afhankelijk van de vibratiefrequentie (in de getoonde figuur kan men zich dit voorstellen alsof alle piekjes gaan verbreden en overlappen en dat de waargenomen frequentie het gemiddelde is van alle in de figuur getoonde pieken).

## Energiebereik
De eenheid reciproque centimeters of golfgetallen wordt gebruikt om de energie aan te geven. Deze eenheid geeft het aantal golven weer van fotonen die dezelfde energie hebben. De gebruikte energieën gaan van ongeveer 150 cm−1 tot 4000 cm−1, hoewel het gebied onder 1850 cm−1 het meest courant gebruikt wordt. Het gebruikte energiegebied hangt af van de experimentele techniek: daar waar er bij Ramanspectroscopie geen fysieke ondergrens is, hangt de ondergrens van het energiegebied bij infraroodspectroscopie af van het gebruikte zout voor het vasthouden van het monster. Daar waar men met NaCl (meest gebruikt) slechts kan meten vanaf 600 cm−1, is bij het gebruik van KCl dit al vanaf 350 cm−1 en bij gebruik van CsI al vanaf 200 cm−1.

### Soorten vibraties
Er bestaan verschillende soorten vibraties, elk in een ander energiegebied. Bij strekvibraties gaan de bindingen periodiek inkrimpen en uitrekken. Strekvibraties rond een atoom zijn ofwel symmetrisch ofwel asymmetrisch.
Bij buigvibraties blijft de lengte van de bindingen behouden, maar buigen af ten opzichte van hun evenwichtsstand. Buigvibraties treden op zowel in het vlak als uit het vlak waarin ze liggen.

## Structuurinformatie in vibratiespectra
Klassiek worden vibraties tussen twee atomen als een veer die periodiek uitrekten inkrimpt. De krachtsconstante k van een veer is een karakteristieke eigenschap: bij vibraties kan men bij goede benadering stellen dat deze enkel afhankelijk is van de 2 deelnemende atomen. Deze constante is evenredig met de bindingssterkte tussen de 2 atomen. De eruit voortvloeiende vibratiefrequentie van de veer of binding is dan:
{\displaystyle {\tilde {\nu }}={\frac {1}{2\pi c}}{\sqrt {\frac {k}{m}}}={\frac {1}{2\pi c}}{\sqrt {\frac {k(m_{1}+m_{2})}{m_{1}m_{2}}}}}
met:
{\displaystyle {\tilde {\nu }}}: vibratiefrequentie
c: lichtsnelheidsconstante
k: krachtsconstante van de veer (cfr. bindingssterkte)
m: de gereduceerde massa van de binding. Deze wordt berekend volgens: {\displaystyle {\frac {1}{m}}={\frac {1}{m_{1}}}+{\frac {1}{m_{2}}}}
m1: massa van het eerste atoom
m2: massa van het tweede atoom
Zo blijkt dat een bepaald type binding, bijvoorbeeld carbonylgroep C=O, altijd ongeveer dezelfde resonantiefrequentie heeft. Van theoretisch kwantumchemisch oogpunt bekeken blijkt echter dat de resonantiefrequentie van de vibratie bepaald wordt door de volledige molecule. De golffuncties die de vibraties karakteriseren en zich in feite over de ganse ruimte uitstrekken, zijn in hoofdzaak gelokaliseerd rond een klein gebied van de ruimte, rond een klein aantal atomen. Daaruit volgt dat in de praktijk de frequentie niet enkel bepaald wordt door de 2 atomen van de binding, maar dat er ook frequentieverschuivingen optreden door de atomen in de directe omgeving. De vibratiefrequenties geven dus in principe niet alleen aan welke functionele groepen in de molecule aanwezig zijn, maar ook welke functionele groepen zich in de nabijheid bevinden en hoe deze groepen georiënteerd zijn. Zo zal de C=O uit een aldehyde bij een andere frequentie resoneren dan de C=O uit een carbonzuur.
Uit de formule van de vibratiefrequentie volgt ook dat isotopen soms een grote invloed kunnen hebben op de vibratiefrequentie. Het meest extreme voorbeeld is dit van waterstof en deuterium. Omdat deuterium bijna twee maal zo zwaar is als waterstof, zullen vibratiefrequenties in vergelijking met bindingen met waterstof een veel lagere energie hebben.

### Functionele groepsinformatie
In wat volgt wordt een overzicht gegeven van de karakteristieke signalen voor specifieke functionele groepen.

#### Alkanen
Banden te wijten aan C-H strekking van alkanen kan men vinden rond 2850-3000 cm−1. Buigvibraties van CH2 en CH3 groepen zijn te vinden rond 1450-1470 cm−1 , 1370-1380 cm−1  en 720-725 cm−1 . Deze banden geven geen echte structurele informatie omdat ze voorkomen in de spectra van zowat elke organische verbinding.

#### Alkenen
Koolstof-koolstof dubbele bindingen zijn sterker: de krachtsconstante van de virtuele veer is groter. Hierdoor geven alkeengroepen aanleiding tot additionele banden bij hogere golfgetallen ten opzichte van alkanen. Wanneer er ten minste één waterstofatoom op de dubbele binding voorkomt dan geeft de C-H strekvibratie aanleiding tot een band rond 3050-3150 cm−1. De intensiteit van deze C-H strekband is evenredig met het aantal H-atomen op de CC dubbele binding.
Omwille van de hogere massa van koolstof ten opzichte van waterstof, ligt de strekvibratie C=C dubbele binding in de regio 1645-1670 cm−1. De exacte positie van de band is karakteristiek voor de chemische omgeving van de dubbele binding.
Uit het vlak buigvibraties komen voor tussen 650 en 1000 cm-−1.

#### Alkynen en nitriles
In het spectrum van terminale alkynen komt een scherpe CH-strekband voor rond 3300-3320 cm−1 en een intense CH-buigband voor tussen 600 cm−1 en 700 cm−1. CC stretch geeft aanleiding tot sterke signalen bij 2100-2140 cm−1 of een zwak signaal bij 2200-2260 cm−1 (voor een niet-terminale alkyngroep). 
CN stretch van nitriles vindt plaats rond 2210-2260 cm−1.

#### Halogeenverbindingen
Karakteristieke banden van halogeenverbindingen zijn te wijten aan de C-X strekvibratie. Met stijgende massa van het halogeen daalt de vibratieënergie. Geen enkele band is echt karakteristiek.
| Halogeenverbinding | Karakteristieke golfgetallen |
| ------------------ | ---------------------------- |
| C-F                | 1000-1350 cm−1               |
| C-Cl               | 750-850 cm−1                 |
| C-Br               | 500-680cm−1                  |
| C-I                | 200-500cm−1                  |

#### Alcoholen en etherverbindingen
Alcoholen en ethers hebben banden tussen 1050 cm1 en 1200 cm1 die gelinkt kunnen worden aan CO strekvibraties. Omdat er echter nog verschillende andere absorpties in deze regio vallen zijn CO strekvibraties niet echt karakteristiek. Zo is de toekenning van banden van sachariden aan specifieke absorpties vrijwel onmogelijk zonder het gebruik van computermodellen.
OH strekvibraties in de regio 3200-3600 cm1 zijn daarentegen veel karakteristieker. Er kan een onderscheid gemaakt worden tussen vrije alcoholgroepen ([O-H]) met IR-banden 3620 cm1 en alcoholgroepen die deelnemen aan waterstofbruggen ([O-H..O]). Deze laatste groepen geven aanleiding tot banden bij lagere energieën. Het voorkomen van en de relatieve intensiteiten van beide pieken geeft informatie over de al of niet aanwezigheid van vrije OH-groepen en de relatieve verhouding tussen de 2. Bovendien kan men nog onderscheid maken tussen vrije OH-groepen aan de buitenkant van moleculen en OH groepen die volledig afgeschermd zijn van oplosmiddelen door grote volumineuze functionele groepen: oplossen van de molecule in zwaar water zorgt ervoor dat de banden te wijten aan vrije, beschikbare OH groepen (die -OD groepen worden) in energie zullen verschuiven. Afgeschermde OH groepen zullen daarentegen onveranderd blijven en dus een identiek signaal geven.

#### Aldehyden en ketonen
Banden die wijzen op aldehyden en ketonen zijn te wijten aan het voorkomen van de aldehydegroep. De carbonyl strekvibratie ligt meestal rond 1720 cm1. De exacte frequentie is echter afhankelijk van eventuele conjugatie en het al dan niet voorkomen van de groep in cyclische verbindingen. Daardoor geeft de positie van de carbonylband duidelijke aanwijzingen over het type verbinding dat men bestudeert.
| Type carbonylverbinding  | Frequentie (in cm−1) |
| ------------------------ | -------------------- |
| aldehyden                | 1725                 |
| lineaire ketonen         | 1715                 |
| cyclische drieringketon  | 1850                 |
| cyclische vierringketon  | 1780                 |
| cyclische vijfringketon  | 1745                 |
| cyclische zesringketon   | 1715                 |
| cyclische zevenringketon | 1705                 |

### Afhankelijkheid van de chemische omgeving
Chemische verbindingen geven Raman en IR banden die karakteristiek zijn voor functionele groepen. Zoals reeds vermeld speelt ook de omgeving van deze moleculaire groepen een belangrijke rol. Hierbij moeten in de eerste plaats dubbele bindingen en andere groepen die conjugatie teweegbrengen en zo π-systemen verlengen vermeld worden. Verder zijn ook oplosmiddelen en (de grootte van) ringsystemen van belang.
Zo geeft IR-absorptie van OH strekvibraties aanleiding tot banden rond 3600 cm1. Wanneer er waterstofbruggen gevormd kunnen worden, hetzij binnen de molecule zelf, hetzij door het oplosmiddel, zal de absorptie frequentie verlagen en wordt door de zeer vele mogelijke oriëntaties van de H-brug een zeer brede IR-band rond 3400 cm1 verkregen.
Zoals reeds aangegeven is bij cyclische carbonylverbindingen de frequentie afhankelijk van de ringgrootte. Bovendien zullen geconjugeerde dubbele bindingen de C=O vibratie-energie verlagen.
Verder kan ook aangegeven worden dat de vibratiefrequentie van dubbele bindingen veel informatie geeft over de substitiegraad van deze bindingen. Zo kan men onderscheid maken tussen aromatische en lineaire verbindingen op basis van C=C strekvibratie (1600 en 1500 tegenover meer dan 1640 voor lineaire verbindingen). Indien men een absorptieband vindt rond 1650 cm1 van middelmatige intensiteit, dan heeft men te maken met een eindstandig alkeen. Daaruit volgt dat men te maken heeft met een gesubstitueerd alkeen indien men enkel een zwakke absorptieband vindt rond 1660-1675 cm1:
|                                     | strekvibraties | strekvibraties | buigvibraties    |
| =C-H                                | C=C            | =C-H           |                  |
| RCH=CH2                             | 3140-3080 (m)  | 1645 (m)       | 990 (s), 910 (s) |
| R2C=CH2                             | 3140-3080 (m)  | 1650 (m)       | 890 (s)          |
| RCH=CHR (Z-configuratie)            | 3020 (w)       | 1660 (w)       | 725-675 (w)      |
| RCH=CHR (E-configuratie)            | 3020 (w)       | 1675 (w)       | 970 (s)          |
| R2C=CHR                             | 3020 (w)       | 1670 (w)       | 840-790 (s)      |
| R2C=CR2                             |                | 1670 (w)       |                  |
| benzeen (eventueel met substituent) | 3100-3000      | 1610-1590      | 900-650          |
| benzeen (eventueel met substituent) | 3100-3000      | (s,m)          |                  |

### Moleculaire symmetrie
Uit een groepentheoretische benadering van vibratiespectra blijkt dat bepaalde vibraties totaal niet toegelaten zijn bij ofwel IR ofwel Ramanspectroscopie, of bij beide technieken. Dergelijke situaties komen vaak voor. Hierdoor zijn de signalen bij beide spectroscopische technieken verschillend: IR en Ramanspectroscopie zijn complementaire technieken (zie ook het artikel Vergelijking tussen infrarood- en ramanspectroscopie). Wanneer een molecule bijvoorbeeld een symmetriepunt in zijn structuur heeft, is er nooit dubbele informatie: op de plaats van een welbepaalde vibratie in een IR-spectrum komt nooit een signaal voor in het Raman spectrum, en omgekeerd.
Bovendien blijkt de depolarisatieverhouding ρp afhankelijk te zijn van de symmetrie: wanneer men bij Raman-spectroscopie gepolariseerd licht gebruikt, zal het licht afbuigen van het oorspronkelijke polarisatievlak. De mate waarin dit gebeurt is afhankelijk van de moleculaire symmetrie: enkel wanneer de molecule totaal symmetrisch is, treedt er geen afbuiging (of depolarisatie) op. Men bepaalt de grootte van de afbuiging door de intensiteit van het licht loodrecht op het polarisatievlak te meten.
{\displaystyle \rho _{p}={\frac {I_{\perp }}{I_{\lVert }}}}
met:
{\displaystyle \rho _{p}}: depolarisatieverhouding
{\displaystyle I_{\perp }}: intensiteit van het licht loodrecht op het polarisatievlak
{\displaystyle I_{\lVert }}: intensiteit van het licht evenwijdig met het polarisatievlak
Hieruit volgt dat door vergelijking van IR en Raman spectra, alsook door het meten van de depolarisatieverhouding de symmetrie van een molecule achterhaald kan worden.

## Positie van vibratiespectroscopie tegenover andere technieken voor structuurinformatie
Voor organische structuuranalyse van zuivere producten in een organisch chemisch laboratorium wordt in eerste instantie gebruikgemaakt van NMR spectroscopie. Het probleem bij deze techniek is dat de techniek veel duurder is en er ook veel grotere hoeveelheden van het product nodig zijn in vergelijking met Raman- of infraroodspectroscopie. In een dergelijk laboratorium wordt vibratiespectroscopie dan ook vooral gebruikt als alternatieve techniek omwille van de complementaire informatie. De waarde van vibratiespectroscopie komt pas tot uiting wanneer kleinere hoeveelheden product beschikbaar zijn, of wanneer geen volledige structuuranalyse nodig is. Vermeldenswaardig hierbij zijn de (zeer) beperkte monstervoorbereiding van Ramanspectroscopie en de mogelijkheid tot het volgen van reacties (in tegenstelling tot NMR spectroscopie), alsook het gebruik als detectietechniek bij chromatografische toepassingen.